# Strange Frontier
Strange Frontier é o segundo álbum de estúdio do cantor, compositor e baterista Roger Taylor, mais conhecido como integrante da banda de rock britânica Queen, lançado em junho de 1984. O disco foi produzido pelo próprio instrumentista, juntamente com David Richards e Reinhold Mack. John Deacon e Brian May participam de algumas faixas.

## Faixas

### Lado A
1. "Strange Frontier" (Taylor) – 4:16
2. "Beautiful Dreams" (Taylor) – 4:23
3. "Man on Fire" (Taylor) – 4:05
4. "Racing in the Street" (Bruce Springsteen) – 4:28
5. "Masters of War" (Bob Dylan) – 3:51

### Lado B
1. "Killing Time" (Taylor) – 4:58
2. "Abandonfire" (Taylor, David Richards) – 4:12
3. "Young Love" (Taylor) – 3:22
4. "It's an Illusion" (Taylor, Rick Parfitt) – 4:03
5. "I Cry for You (Love, Hope and Confusion)" (Taylor, David Richards) – 4:16